# 鏨胎琺琅

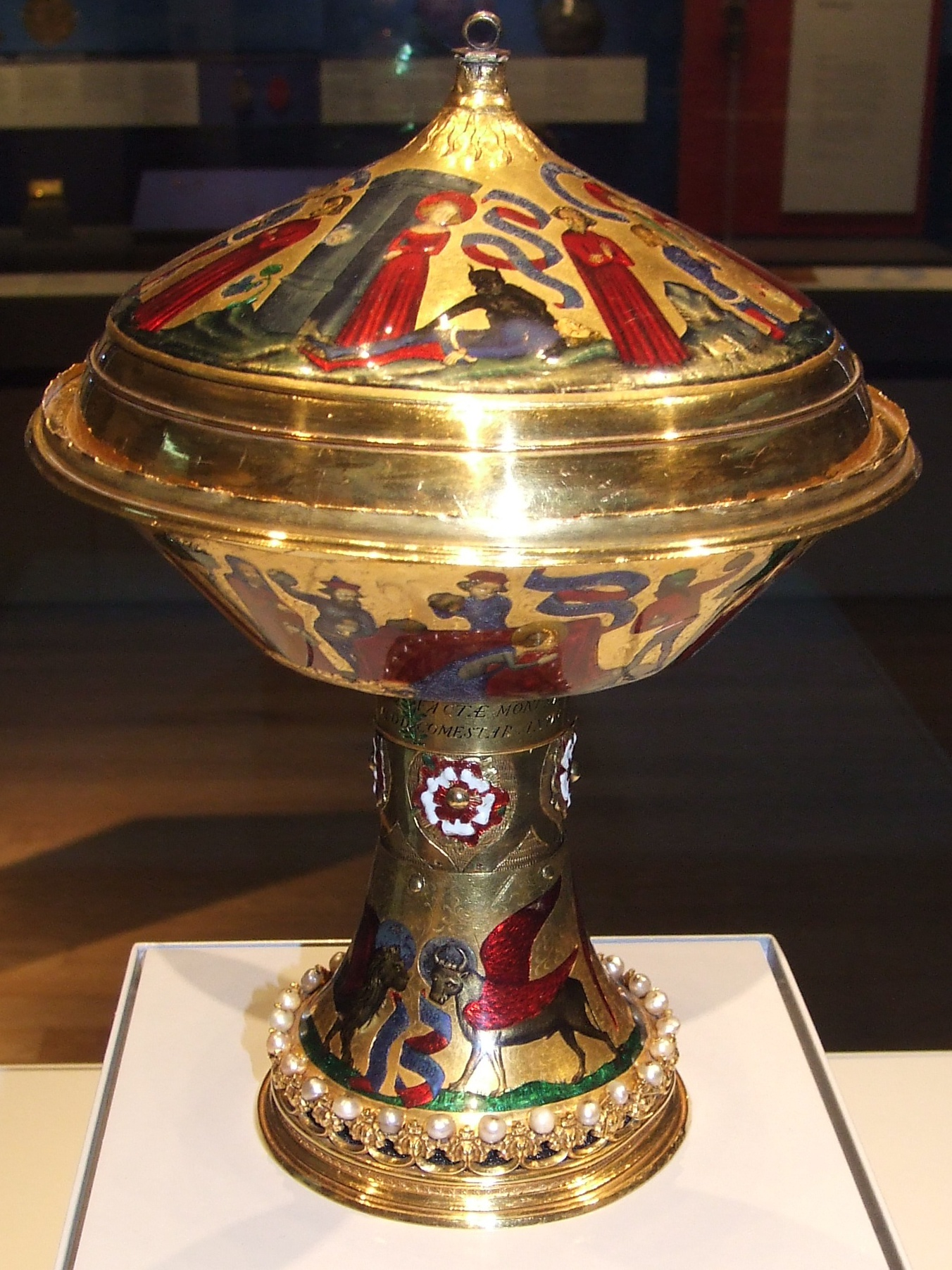
鏨胎琺琅

鏨胎琺琅，又稱內填琺琅，金屬胎琺琅工藝的一種，即利用鏨刻技法加工金屬胎體、然後再施琺琅釉，在中國較為罕見。
鏨胎琺琅製法與掐絲琺琅相似：先在已經基本成型的金屬胎上按照圖案設計要求描繪紋樣輪廓線，然後運用鏨刻、敲壓或腐蝕等技法在紋樣輪廓線以外的空白處進行雕鏨減地，使紋樣中心下陷、輪廓凸出，再於下凹處點施琺琅，最後經焙燒、磨光、點金而成。 因為鏨刻形成的紋飾下陷深淺不一，所以填燒的釉層厚薄不同，呈多種形態